# Skydancer
Skydancer (Скайденсър) е дебютният студиен албум на шведската мелодик дет метъл група Dark Tranquillity. Преиздаден е през 2000 г. от Century Media, заедно с Of Chaos and Eternal Night EP.

## Участвали

### Състав на групата
- Андерш Фриден − вокали
- Микаел Стане − китара, беквокал
- Никлас Сундин − китара
- Мартин Хенриксон − бас китара, китара
- Андерш Иварп − барабани

### Гост-музиканти
- Ана-Кайса Авехал − female vocals (songs 3, 6)
- Стефан Линдгрен − additional male vocals (song 7)

1. ↑  Dark Tranquillity - Skydancer - Encyclopaedia Metallum: The Metal Archives //   www.metal-archives.com. Посетен на 23 ноември 2021.